# Apartamento Bernadotte

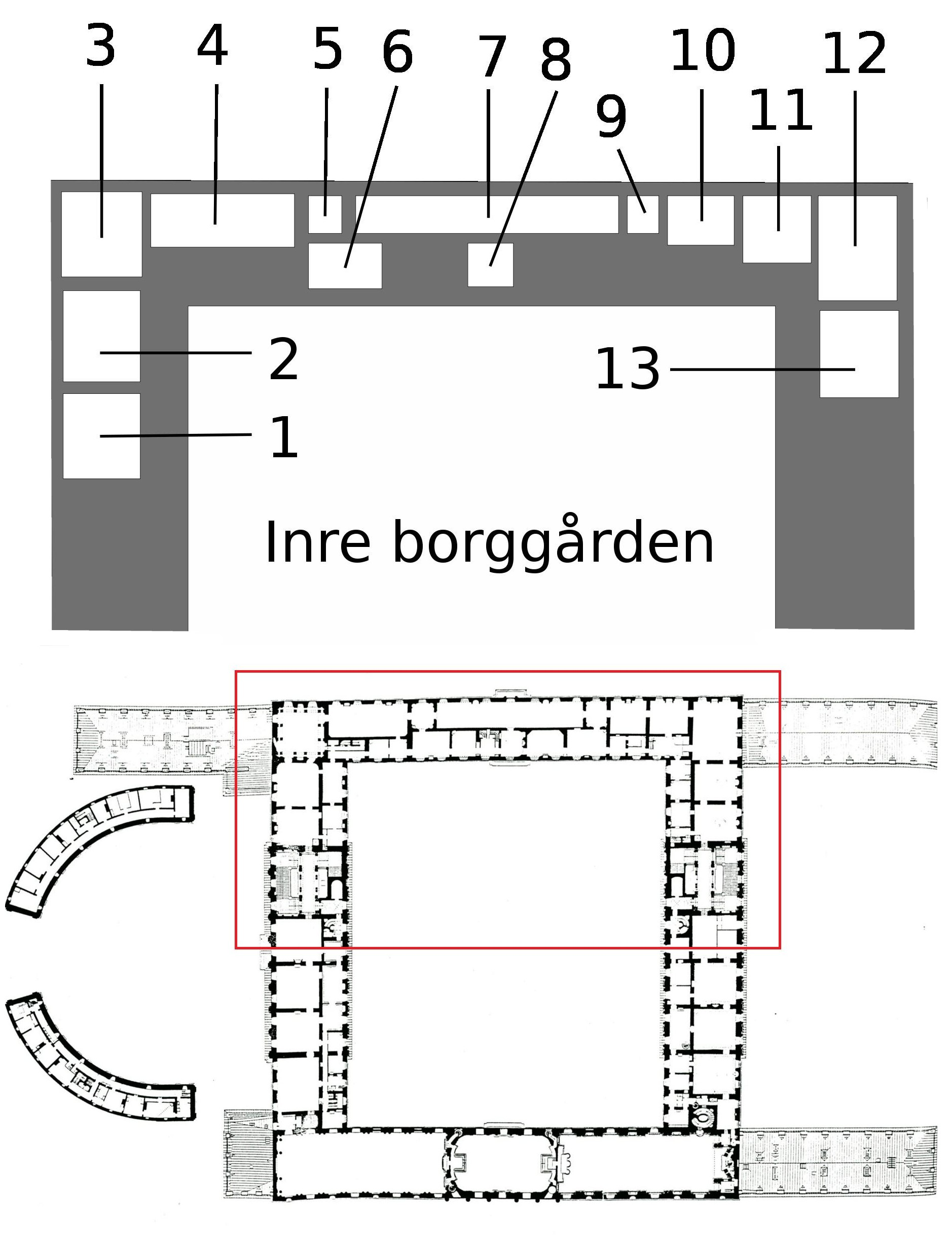
Plano de las habitaciones del apartamento Bernadotte. 1: El Salón de Invitados del Estado 2: Los Livdrabantsalen 3: El Salón de los Pilares 4: Salón Victoria 5: Gabinete Octogonal Oeste 6: La oficina de Oscar II 7: Galería Bernadotte8: La sala de desayunos 9: Gabinete Octogonal Este> 10: Sala de audiencias de Lovisa Ulrika 11: El atrio de Lovisa Ulrika 12: El comedor de Lovisa Ulrika 13: Los Livdrabantsalen

El Apartamento Bernadotte es un apartamento representativo ubicado en el primer piso, ala norte del Palacio Real de Estocolmo, y lleva el nombre de la familia real gobernante de Suecia, los Bernadotte. El nombre proviene de la colección de retratos de miembros de la familia real que se encuentran en la Galería Bernadotte, la sala más grande de la planta. Las salas están situadas principalmente en el ala norte del palacio, y se utilizan para audiencias, entregas de medallas y reuniones del Comité de Asuntos Exteriores. El área bruta es de aproximadamente 2 650m². Las habitaciones también están expuestas al público.El apartamento fue decorado originalmente en los años 1730 y 1740 por el arquitecto Carl Hårleman. El rey Adolfo Federico y la reina Lovisa Ulrika se mudaron aquí en 1754 y las habitaciones fueron amuebladas con muebles fabricados por los mejores artesanos de Estocolmo en aquella época.
La última pareja real que utilizó el Apartamento Bernadotte como residencia fueron Óscar II y Sofía. Posteriormente, algunas salas han sido restauradas a su aspecto original del siglo XVIII, mientras que otras conservan su decoración del siglo XVIII. 
El Salón de los Caballetes era utilizado por los Caballetes, quienes eran el rango inferior de los guardaespaldas reales. La sala contiene un retrato ecuestre de Gustavo II Adolfo, probablemente de Albert Cuyp, relieves con cascos y un pequeño escudo nacional, y un mueble con decoración esculpida y enchapado, realizado alrededor de 1700. 

## La sala de estar
El Salón de los Guardias de Vida solía tener una guardia permanente formada por personal de la Guardia de su Majestad Real. La sala contiene bustos de Federico I y Adolfo Federico, realizados por Jacques Philippe Bouchardon, así como la pintura de Per Krafft de la coronación de Carlos XIV Juan en la Gran Iglesia. El cuadro fue realizado en 1824. Entre las dos ventanas de la habitación hay un reloj de pared de bronce dorado de alrededor de 1750, firmado Mynüel à Paris.

## El Salón del Pilar

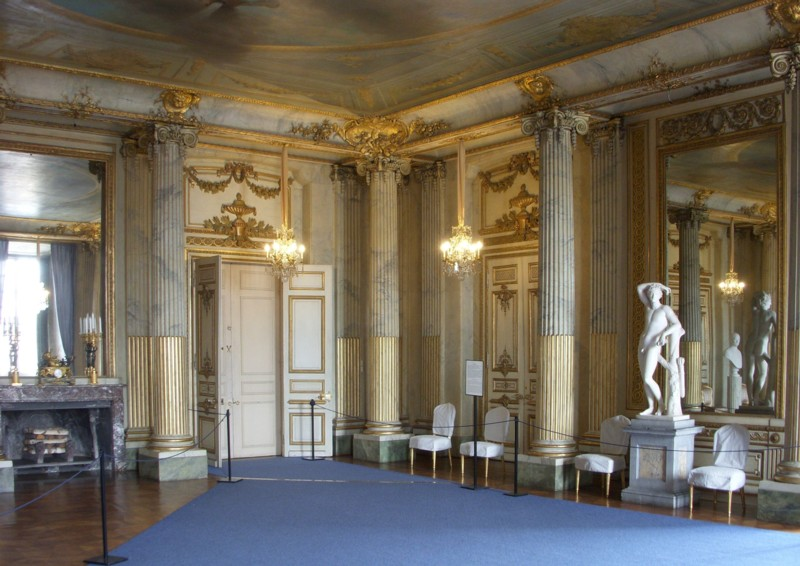
El Salón de los Pilares 2011

La Sala de los Pilares se utiliza para la entrega de medallas que tiene lugar en los días del onomástico del Rey. Originalmente, la habitación servía como antesala y comedor para Adolf Fredrik . Las pinturas del techo de la habitación representan a la Madre Svea y las estaciones. Fueron interpretadas por Alessandro Ferretti en la década de 1730. En los nichos de las ventanas se encuentran grupos de trofeos realizados por Johan Pasch. Gustavo III mandó modernizar la Sala de los Pilares alrededor del año 1780. El escultor Jean Baptiste Masreliez fue el arquitecto. Luego se reemplazaron los dinteles de la puerta y las naturalezas muertas asociadas a la función anterior de la habitación como comedor se reemplazaron por armarios con espejos. La sala fue modificada nuevamente en el siglo XIX], pero fue restaurada en la década de 1940.
En la Sala de los Pilares también hay dos estatuas, Apolo y Venus, realizadas por Johan Tobias Sergel. El original de la estatua de Venus se encuentra en el Museo Nacional de Suecia. Las sillas de estilo gustaviano de la habitación están fabricadas por Erik Öhrmark.

## Salón Victoria

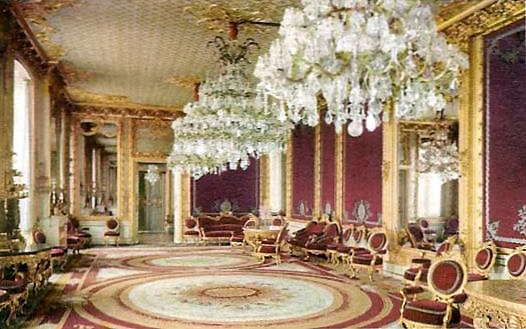
El Salón Victoria, décadas de 1940 y 1950.

En el Salón Victoria había una escultura de la diosa de la victoria Victoria durante el siglo XIX, de ahí el nombre. La habitación originalmente tenía dos habitaciones y servía como antesala interior y sala de audiencias de Adolf Fredrik. Durante el reinado de Gustavo III se derribó el muro divisorio y se formó una única gran sala. La sala adquirió su aspecto actual en la década de 1860 bajo la dirección de Fredrik Wilhelm Scholander. En la pared interior del Victoria Hall hay un papel pintado de terciopelo rojo con el monograma de la reina Luisa Ulrica en oro y plata. Estos papeles pintados se encontraron originalmente en el siglo XVIII en la sala de audiencias de Lovisa Ulrika. Las grandes lámparas de cristal de la sala fueron fabricadas en Viena en la década de 1860. La gran alfombra anudada a mano de la habitación fue comprada en 1867 en Estocolmo. La sala contiene también dos mesas ovaladas realizadas por el estucador italiano Viottri para Oscar I y Josefina de Leuchtenberg, así como un mueble orientalizante en porcelana azul de Sèvres que fue regalo de Napoleón III a Carlos XV en 1863. El gabinete es el objeto más grande producido en la fábrica de porcelana de Sèvres.

## Gabinete Octogonal Oeste
El Gabinete Octogonal Oeste, junto con una sala similar llamada Gabinete Octogonal Este, se encuentran a ambos lados de la Galería Bernadotte. Las habitaciones están decoradas en estilo rococó. Las pinturas del techo del gabinete octogonal occidental son obra de Guillaume-Thomas-Raphael Taraval. La decoración tallada de las paredes fue diseñada por Carl Hårleman y ejecutada por Jean Bourguignon y Jean-Gaspard Callion. Además, hay urnas fabricadas en las fábricas de pórfido de Älvdalen.

## Oficina de Oscar II
La oficina de Oscar II fue amueblada en la década de 1870 para el entonces rey Oscar II de Suecia. Originalmente la habitación servía como dormitorio de Adolf Fredrik . El estilo es típico de finales del siglo XIX: oscuro y acogedor, con cortinas gruesas, muchos muebles y baratijas. Las paredes están cubiertas de papel maché que imita una tela verde cosida con botones. La sala contiene varias pinturas al óleo de gran tamaño en marcos dorados.
En el Palacio de Estocolmo se instaló la electricidad en 1883 y el teléfono en 1884. Por ello, la sala de escritura de Oscar II contiene un equipamiento muy moderno para su época.
 

Después de la muerte de Oscar II en 1907, la sala permaneció intacta como monumento al rey. 

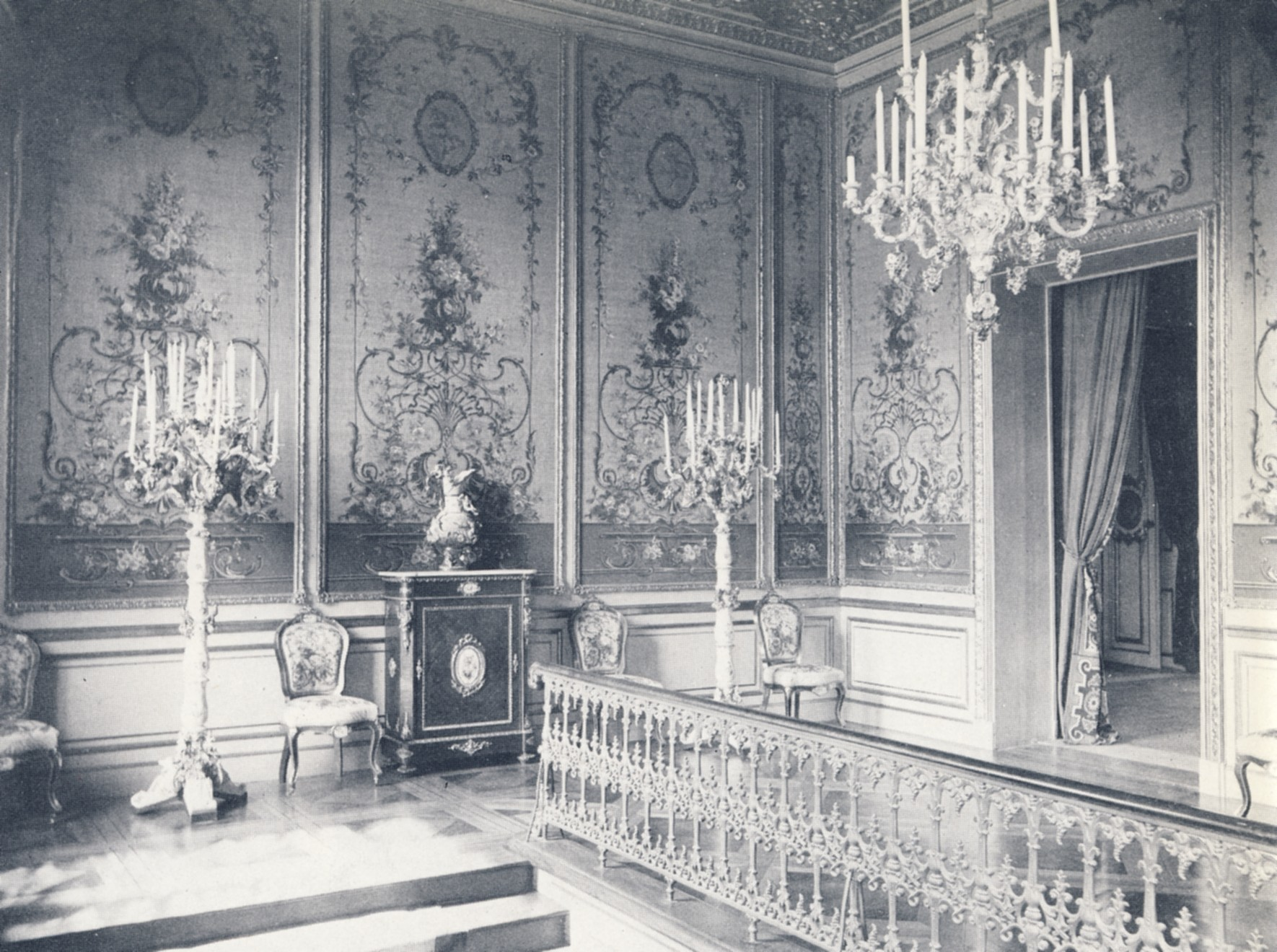
El estudio de Oscar II decorado como la gran escalera de Carlos XV en 1870
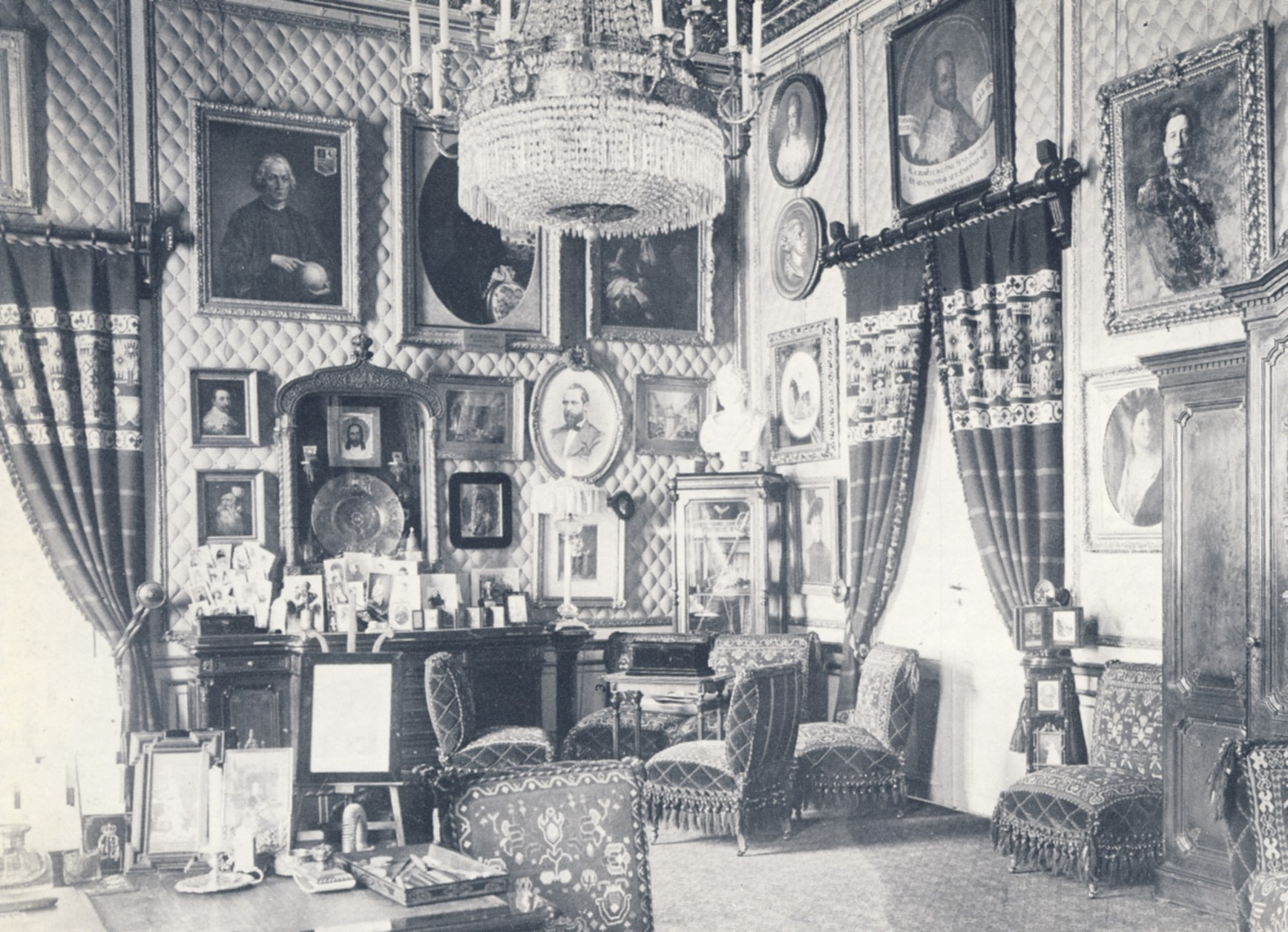
Despacho de Oscar II, 1893

## La galería Bernadotte
La Galería Bernadotte es una sala larga y estrecha en el centro del Apartamento Bernadotte. Originalmente sirvió como sala de recepción conjunta de Adolf Fredrik y Lovisa Ulrika. De esta época se conservan las pinturas del techo y las zonas alrededor de las ventanas y puertas. En el siglo XVIII, Gustavo III remodeló la sala para albergar la colección de arte del rey, que hoy se encuentra en el Museo Nacional. Durante el reinado del rey Óscar II y la reina Sofía, la sala estaba dividida en tres salones, amueblados de la misma manera que el estudio adyacente de Óscar II.
La colección de retratos de miembros de la familia Bernadotte se exhibe en la sala desde la década de 1920. Los dos grandes cuadros que representan a Carlos XIV Juan y Desideria fueron pintados por François Gérard. El cuadro de la boda de Oscar (I) y Josefina en Storkyrkan en 1823 fue realizado por Fredric Westin . En la pared interior de la Galería Bernadotte cuelgan tres grandes retratos de reyes suecos: Carlos XV pintado por Gottfried Virgin en 1873, Gustavo V por Emil Österman en 1913 y Óscar II por Georg von Rosen en 1875. En la pared baja cuelga el retrato de Oscar II y Sofía realizado por Anders Zorn.
  

En la galería se exhiben también el juramento ceremonial de Carlos XIV Juan, el bastón de mariscal y plata de campaña. La espada está fabricada en Versalles y tiene una empuñadura de bronce cincelado y dorado. 

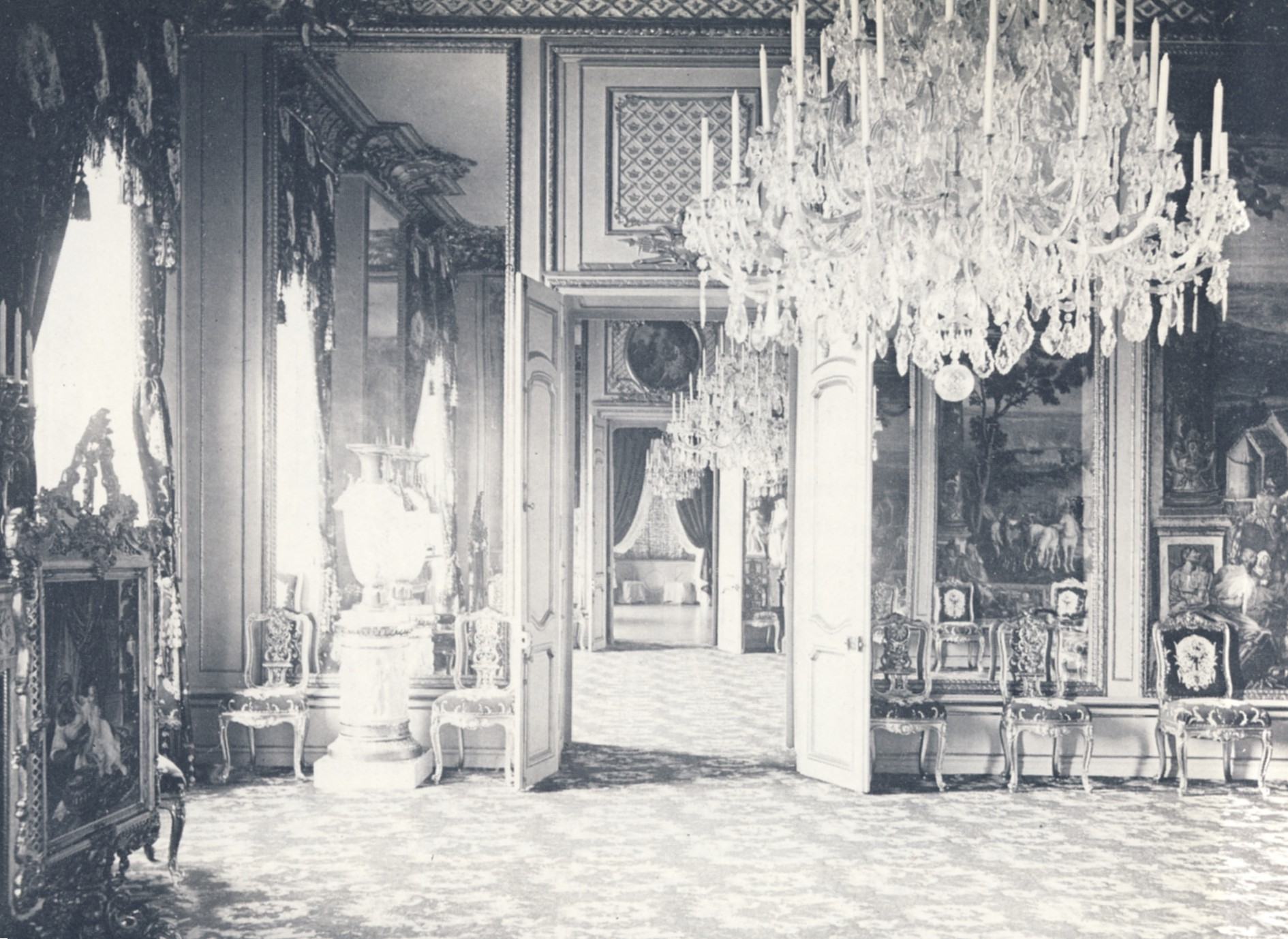
La sala de audiencias de Lovisa Ulrika, decorada como apartamento de audiencias de Carlos XV en 1870
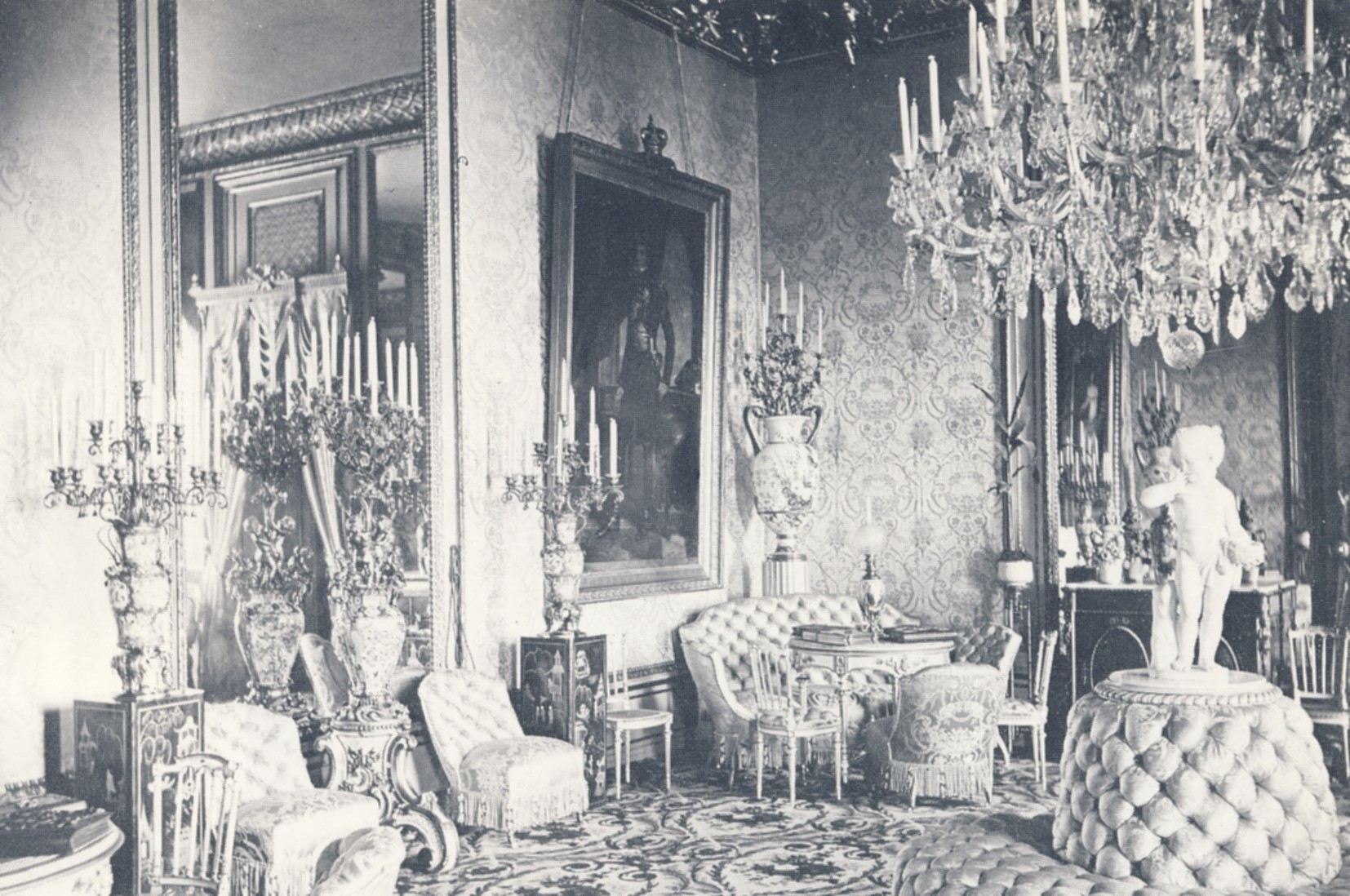
La sala de audiencias de Lovisa Ulrika, decorada como "Salón Skära" en el apartamento de la Reina Sofía en 1876
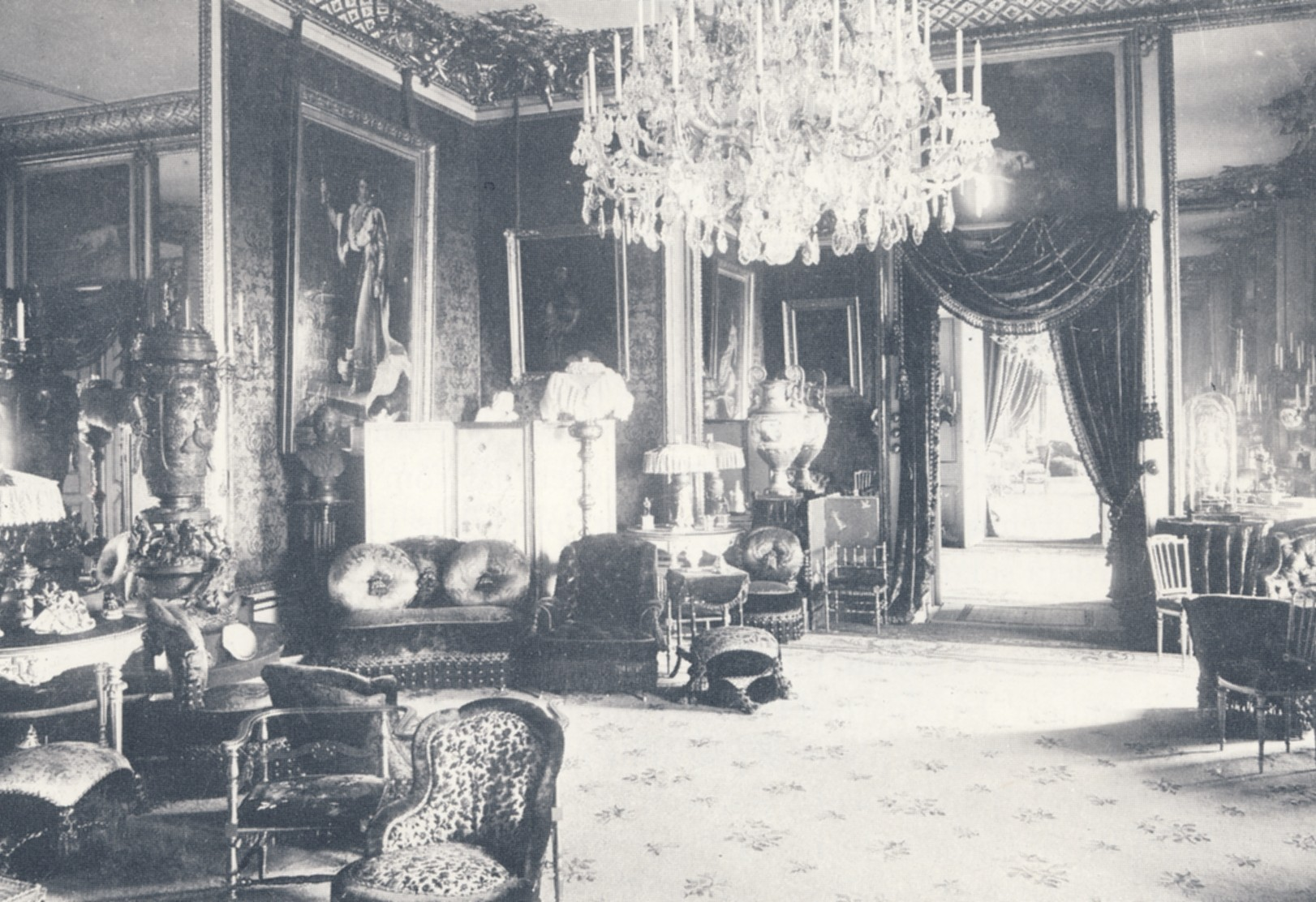
La sala de audiencias de Lovisa Ulrika, decorada como el "Salón Rojo" en el apartamento de la Reina Sofía en 1876
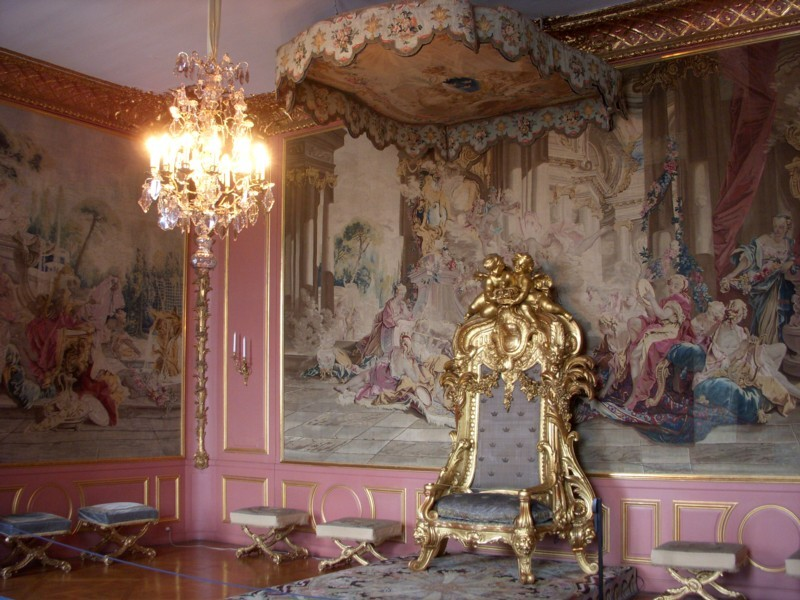
Sala de audiencias de Lovisa Ulrika 2011

## La sala de desayunos
La sala de desayunos se llamaba originalmente Sala de Comunicaciones y servía como vínculo de conexión entre los pisos respectivos de Adolf Fredrik y Lovisa Ulrika. La sala fue utilizada en la década de 1870 por el rey Óscar II y la reina Sofía como sala de desayunos, y luego recibió su nombre actual.
En el salón de desayunos hay una lámpara diseñada como una corona real sostenida por cupidos . Fue diseñado por Agi Lindegren en colaboración con Julius Kronberg y fabricado en la firma de orfebrería de CG Hallberg en Estocolmo. Fue regalado a Oscar II por la familia real con motivo del 25º aniversario del rey en el trono en 1897 . 

## Gabinete Octogonal Este
El Gabinete Octogonal Este, junto con una sala similar llamada Gabinete Octogonal Oeste, se encuentran a ambos lados de la Galería Bernadotte. Las habitaciones están decoradas en estilo rococó . El gabinete octogonal oriental se utiliza cuando el rey Carlos XVI Gustavo recibe a nuevos embajadores extranjeros en Suecia. En esta ceremonia, los embajadores viajan desde el Ministerio de Asuntos Exteriores hasta el palacio en un carruaje tirado por caballos, donde son recibidos en la Escalera Este. En el Gabinete Octogonal Oriental se reúnen en privado con el Rey, tras lo cual le presentan sus cartas credenciales.
En el Gabinete Octogonal Este hay también un candelabro de cristal de roca, fabricado en Francia alrededor de 1700. 

## Sala de audiencias de Lovisa Ulrika
En la sala de audiencias de Lovisa Ulrika se exhiben muebles permanentes diseñados por Carl Hårleman para la mudanza de Adolf Fredrik y Lovisa Ulrika al apartamento en 1754. Además, hay muebles sueltos, como muebles y papel pintado tejido, fabricados en Estocolmo y Francia en la década de 1750. En la década de 1960 se restauró la sala de audiencias de Lovisa Ulrika y en ella se reunieron los muebles conservados de las salas de audiencias de Lovisa Ulrika y de Adolf Fredrik. Por ejemplo, la sala del trono estaba originalmente situada en la sala de audiencias de Adolf Fredrik. Fue diseñado por Jean Eric Rehn y fabricado por Pierre Louis Duru y Pehr Hilleström. Este último también tejió la alfombra del trono. El trono en sí son dos sillas que se hicieron para la coronación de la pareja real en 1751.

La tapicería de los taburetes pequeños, realizada en la década de 1750, presenta motivos de las fábulas de Jean de La Fontaine. La sala también contiene un busto de Lovisa Ulrika, esculpido por Johan Tobias Sergel. 

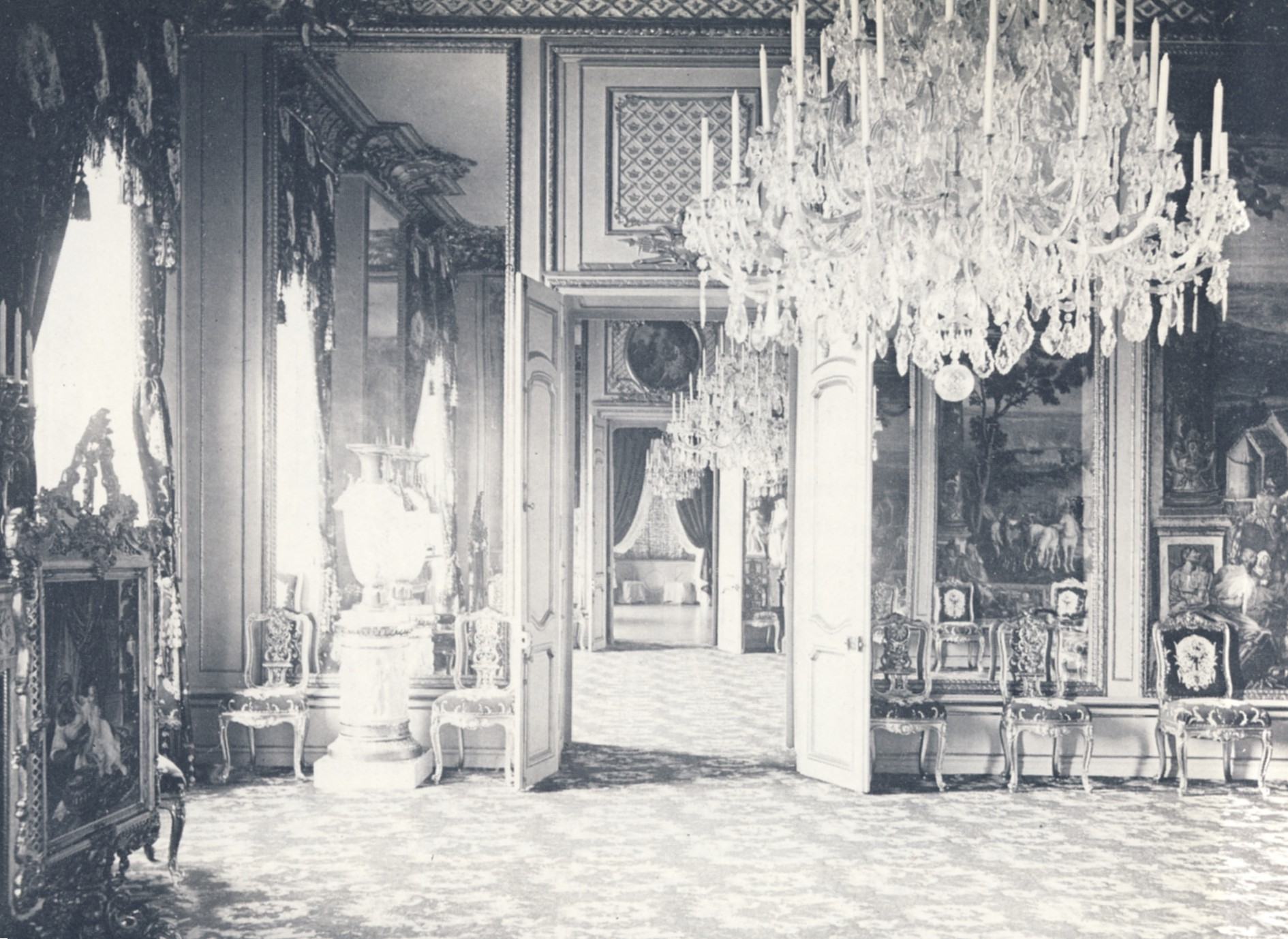
La sala de audiencias de Lovisa Ulrika, decorada como apartamento de audiencias de Carlos XV en 1870
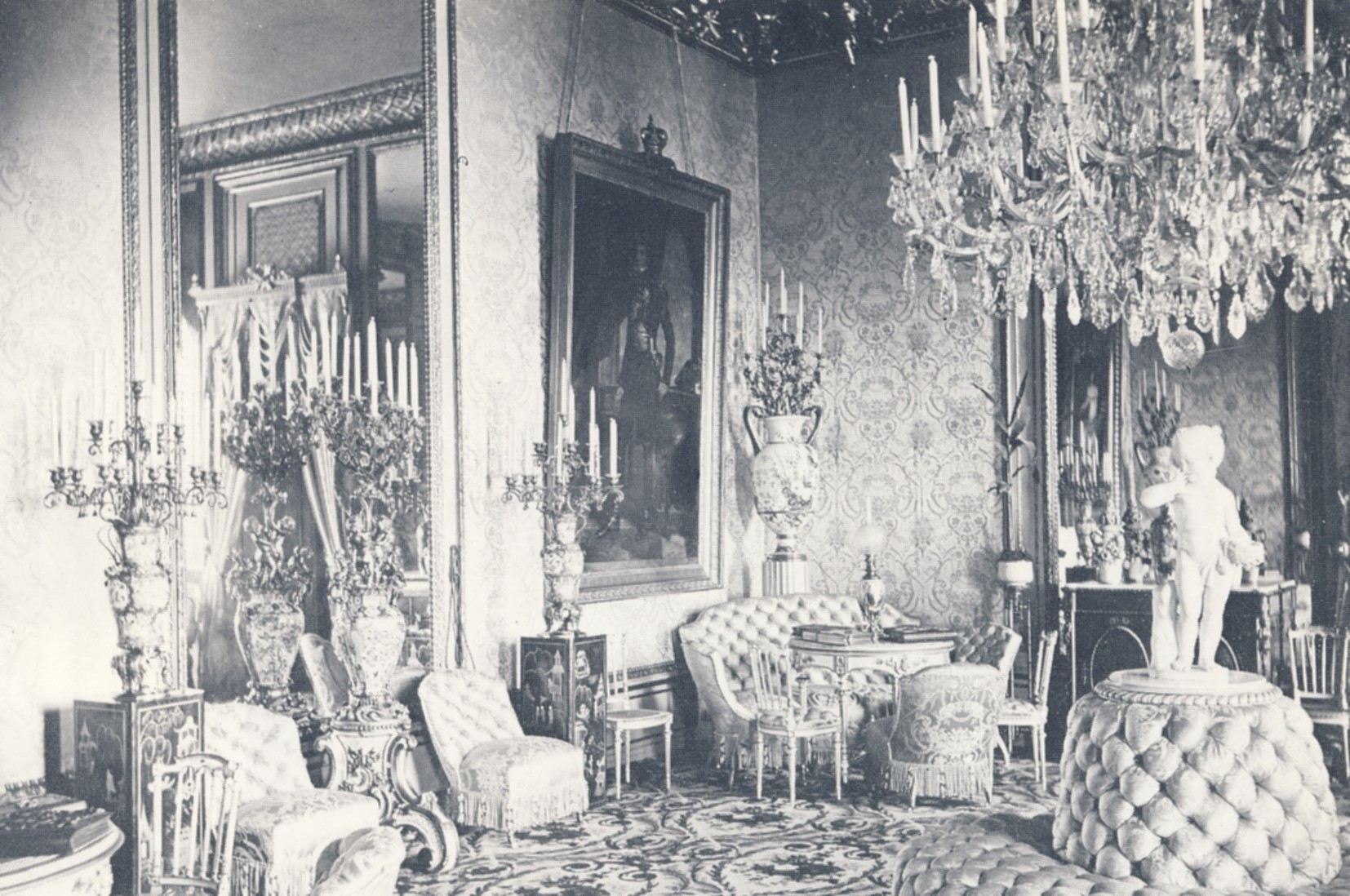
La sala de audiencias de Lovisa Ulrika, decorada como "Salón Skära" en el apartamento de la Reina Sofía en 1876
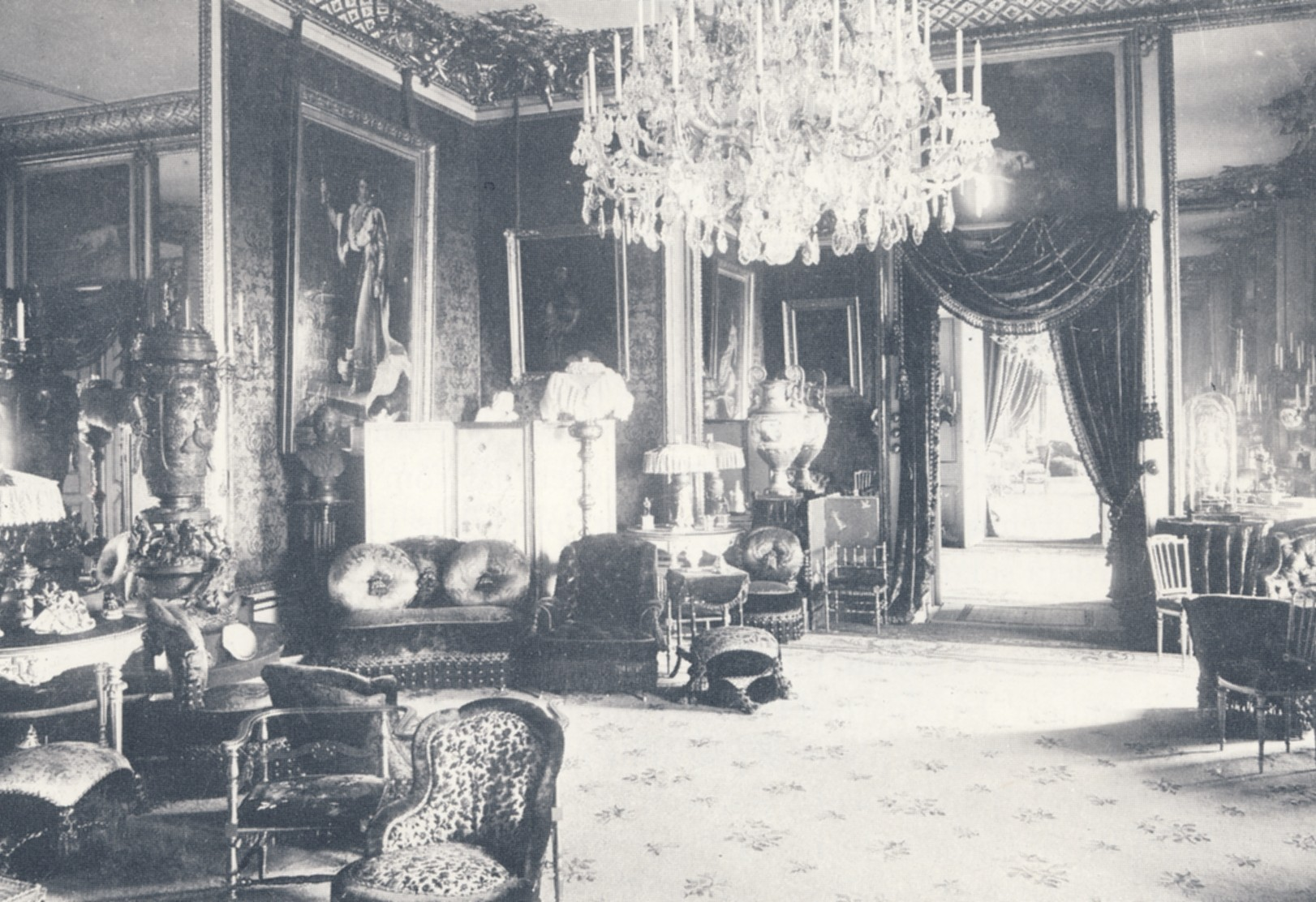
La sala de audiencias de Lovisa Ulrika, decorada como el "Salón Rojo" en el apartamento de la Reina Sofía en 1876
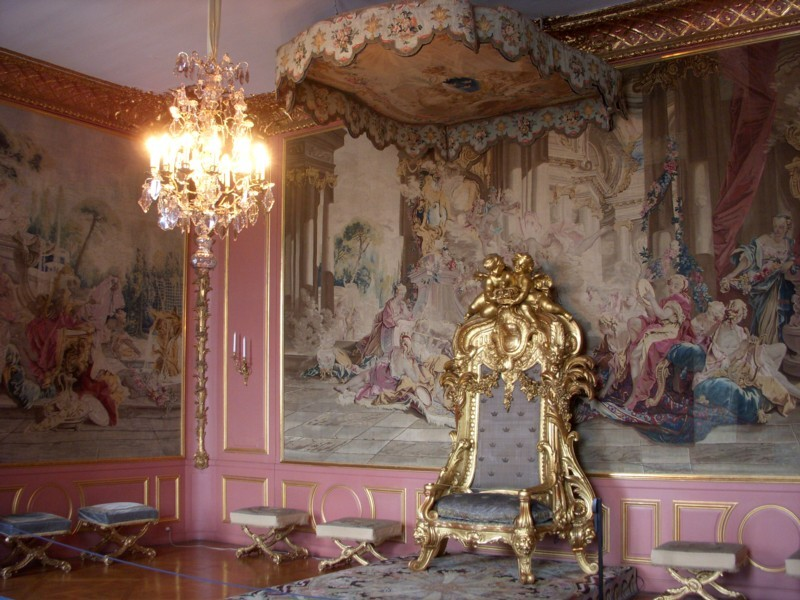
Sala de audiencias de Lovisa Ulrika 2011

## El atrio de Lovisa Ulrika
El mobiliario permanente de la antecámara de Lovisa Ulrika fue diseñado por Carl Hårleman en la década de 1730 y se renovó en la década de 1860, cuando, entre otras cosas, se añadieron la puerta actual, los dinteles de la puerta en la pared interior y los armarios con espejos . La habitación recibió su esquema de color actual de azul en la década de 1970, cuando se restauró el apartamento Bernadotte y se restauró el esquema de color original entre las habitaciones.
En la pared interior de la sala cuelga un cuadro de un niño pintado por el italiano Francesco Botticini a finales del siglo XV . A la derecha de ésta cuelga la Virgen con el Niño de Piero di Cosimo, de la década de 1490 . Estas obras de arte fueron sacadas de palacios de Bolonia con motivo de la boda de Óscar I y Josefina en 1823. Josefina había recibido el ducado de Galliera como regalo bautismal de Napoleón I. La Virgen con el Niño se considera una de las obras más importantes de la colección Galliera.

## El comedor de Lovisa Ulrika
El comedor de Lovisa Ulrika es utilizado por el Comité de Asuntos Exteriores para sus reuniones. La sala recuperó su carácter del siglo XVIII en la década de 1950. Sin embargo, los paneles de roble, que habían sido despojados de pintura y dorado en la década de 1870, se mantuvieron intactos. El damasco de seda que cubre las paredes fue tejido en la década de 1950, según diseños de Jean Eric Rehn. Los dinteles de la puerta de la habitación ilustran los cuatro elementos . Otro dintel de la puerta muestra una cacería de ciervos. Fueron realizados por Jean-Baptiste Oudry y adquiridos para el castillo en 1740. La consola de la habitación probablemente fue diseñada por Carl Hårleman. Se encuentran entre las obras talladas más bellas del castillo en estilo rococó.

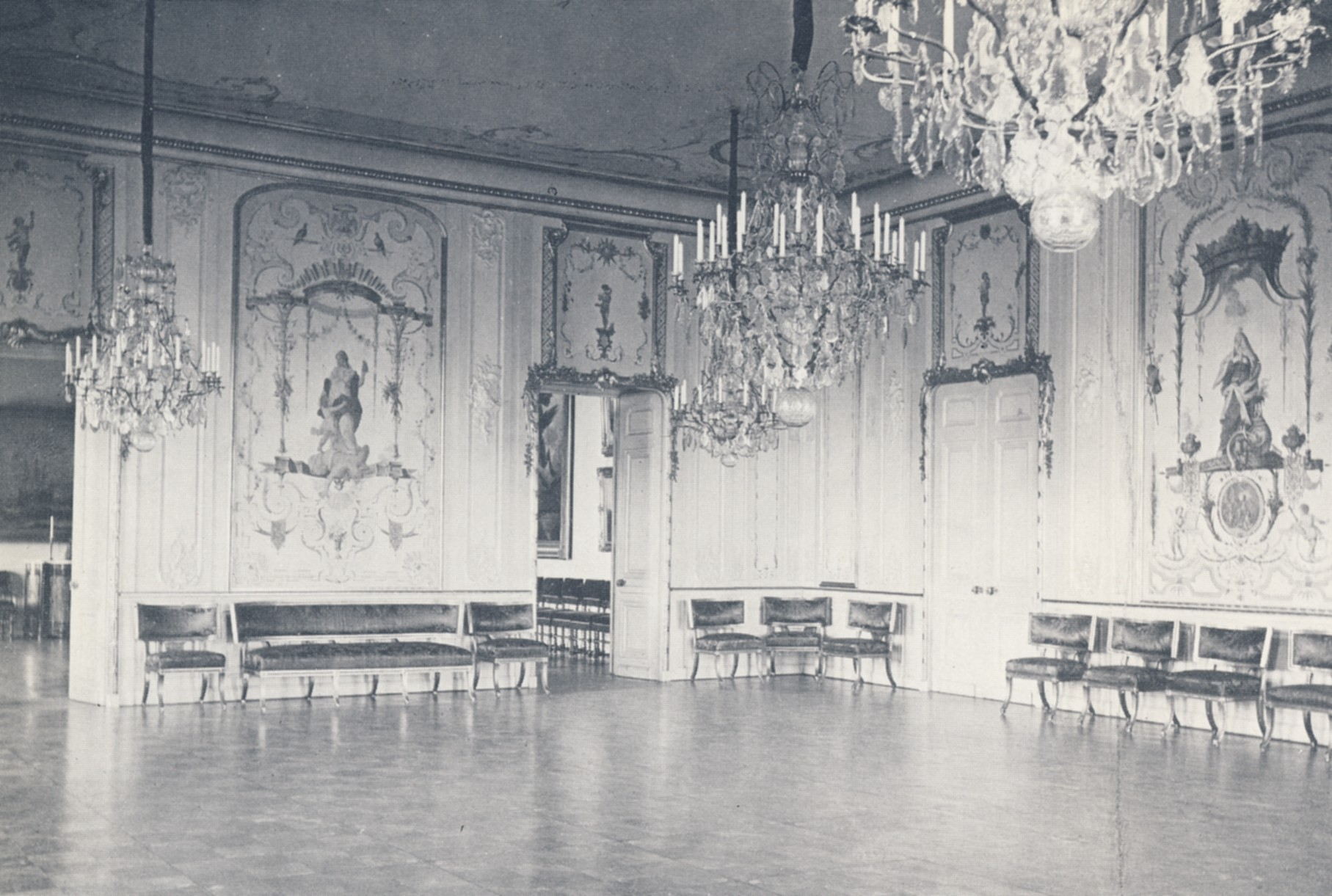
El comedor de Lovisa Ulrika decorado como salón de baile de Carlos XV en 1870
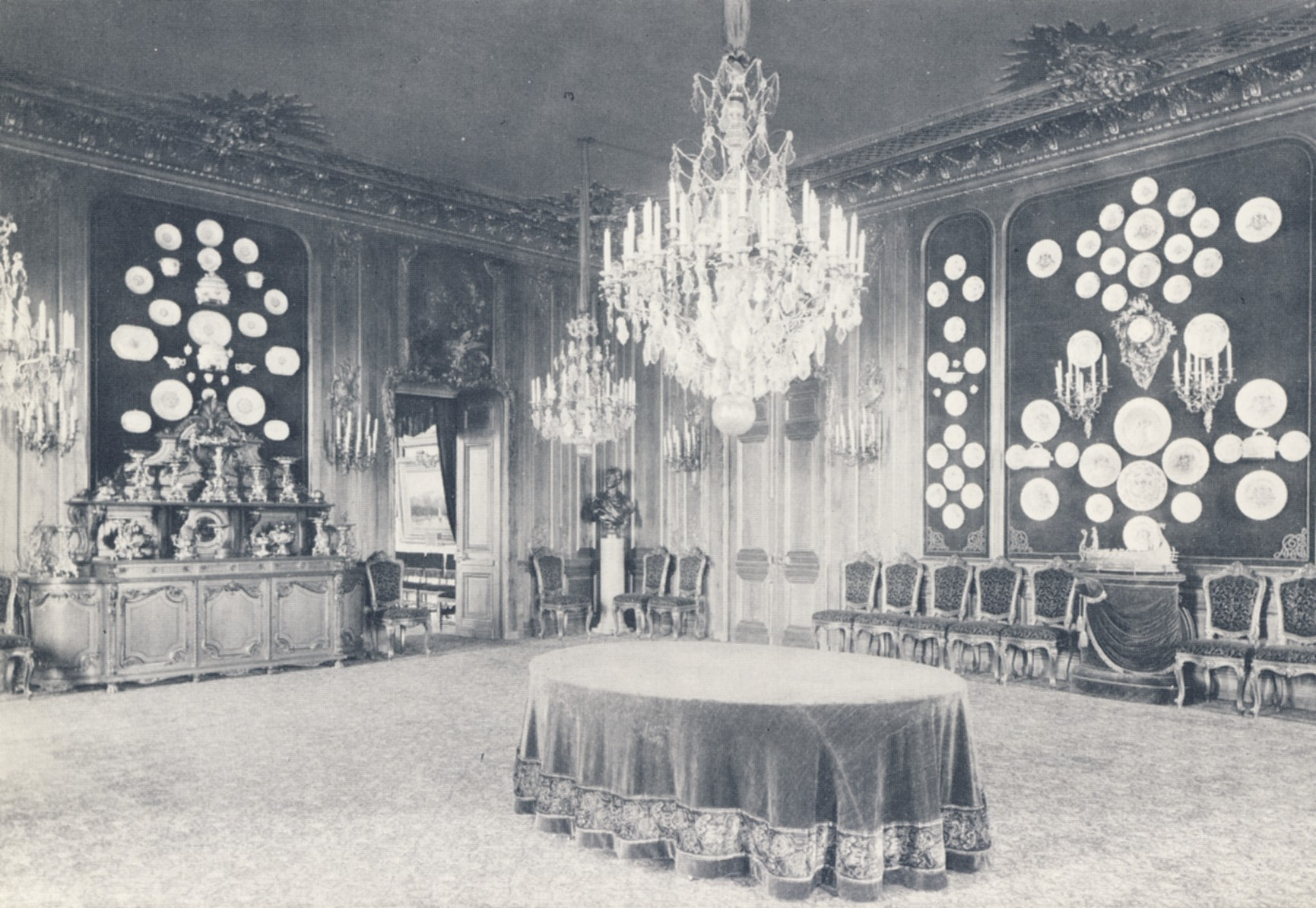
El comedor de Lovisa Ulrika decorado como comedor para Oscar II en 1887
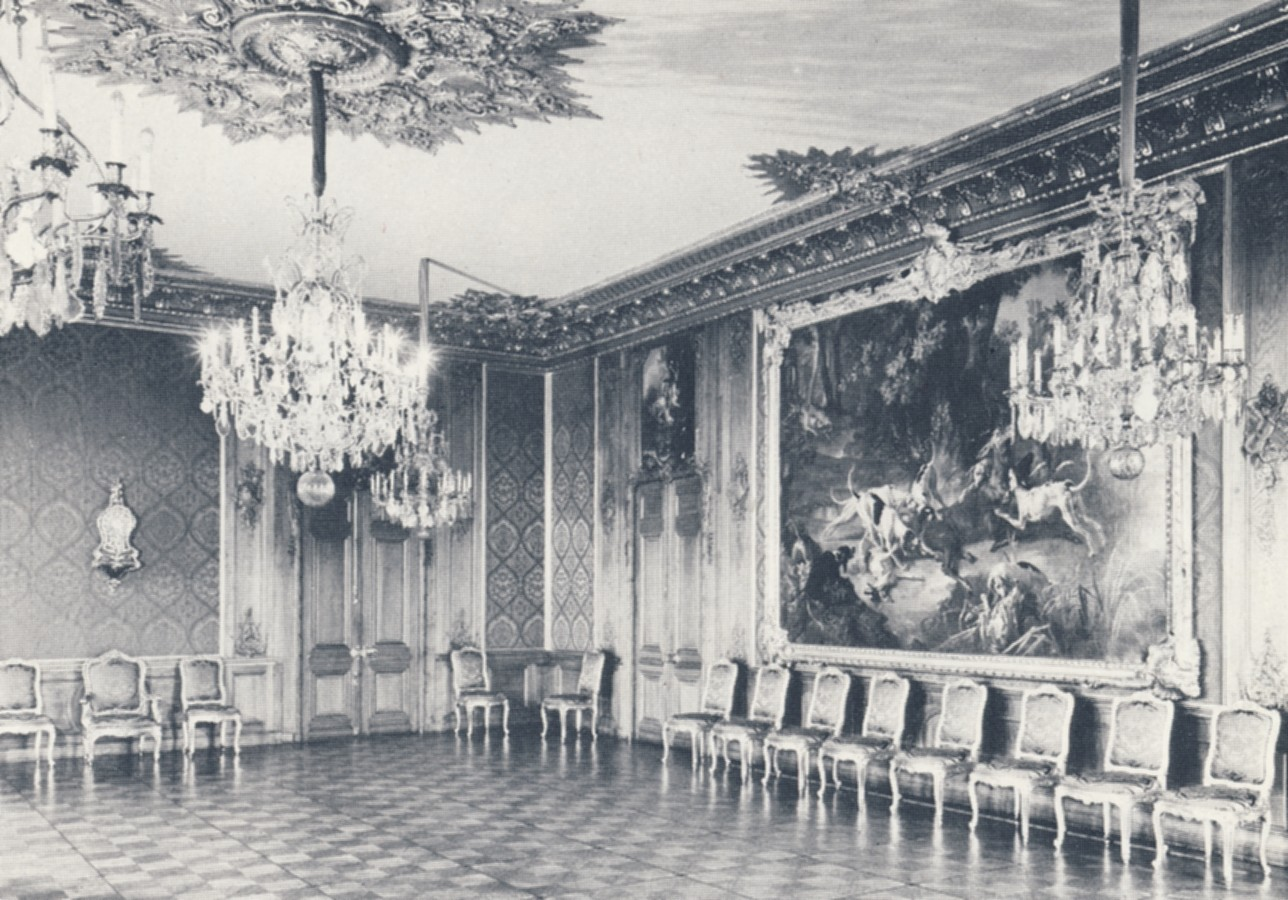
El comedor de Lovisa Ulrika después de la renovación en 1950
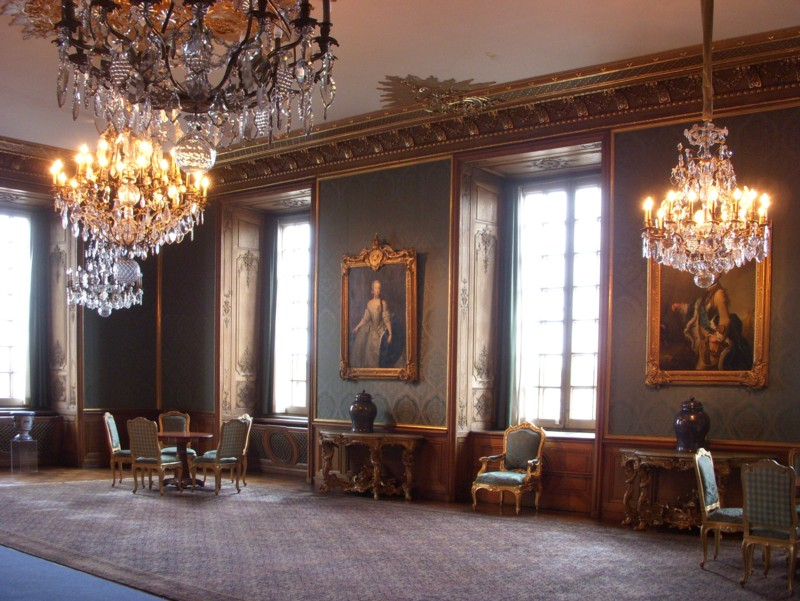
El comedor de Lovisa Ulrika 2011

El piso Bernadotte termina con otra sala de estar. La sala fue utilizada como un pequeño teatro palaciego durante el reinado de Gustavo III . Actualmente en la sala se encuentran retratos de miembros de la familia Bernadotte. Entre las ventanas cuelga el retrato de Ingrid de Suecia realizado por Isaac Grünewald . Otros retratos en la sala muestran a Gustavo Adolfo, la reina Luisa, la princesa heredera Margarita, Gustavo VI Adolfo, la princesa Sibila, Carlos XVI Gustavo y la reina Silvia. Los dos últimos retratos fueron realizados por Nelson Shanks en 1990-1991.
Las urnas de suelo de la sala fueron fabricadas en la fábrica de porcelana de Sèvres en 1907 . Fueron un regalo del presidente francés Armand Fallières a Oscar II . Las sillas de estilo gustaviano tardío fueron diseñadas por Erik Öhrmark . La tapicería de seda fue tejida en Italia en 1994, según el original de alrededor de 1800. 

## Sala del aniversario de Carlos XVI Gustavo
La Sala del Aniversario de Carlos XVI Gustavo fue el regalo oficial del Parlamento, el gobierno y los municipios suecos con motivo del 25º aniversario de Carlos XVI Gustavo como jefe de Estado en 1998. El arquitecto de interiores Åke Axelsson fue el responsable general del diseño interior, basado en el verano sueco.  